# Rui Zink
Rui Zink (n. 16 iunie 1961, Lisabona, Portugalia) este profesor în cadrul Departamentului de Studii Portugheze al Facultății de Științe Sociale Umane la Universitatea Nova da Lisabona. A debutat cu Hotel Lusitano în anul 1987. A scris romane, nuvele, eseuri, piese de teatru și cărți pentru copii.
O carte a scriitorului este Cititorul din peșteră.

## Biografie
Rui Barreira Zink (născut la Lisabona,la 16 iunie 1961) este profesor de literatură la Universitatea Nouă din Lisabona. Profesor cu vocație de scriitor cu har de dascăl, R. Zink propune în relația cu studenții săi o pedagogie specială, edificată pe rolul major al feedback-ului, din care au de câștigat tinerii și profesorul deopotrivă: studenții învață cum trebuie receptată opera unui scriitor îndrăgit,iar literatura semnată de profesor beneficiază de pe urma dialogului privilegiat cu tinerii (este cazul romanului O Anibaleitor [Cititorul din peșteră] bunăoară). R. Zink (a cărui creație stă, cum afirmă el însuși, sub semnul „imitației, parodiei și sintezei") este autor de romane, nuvele, eseuri, piese de teatru și cărți pentru copii. A realizat prima carte electronică (e-book) portugheză (Os Surfistas, 2001). Se ocupă de teatrul stradal și de happening-uri. Are centura neagră.Scrieri principale: Hotel Lusitano (1987), A Realidade Agora a Cores(1988), Homens-Aranhas (1994), Apocalipse Nau (1996), O Suplente (1999), Os Surfistas (2001), Dávida Divina (2005), O Anibaleitor (2006) [Cititorul din peșteră, Humanitas, „Cartea de pe noptieră", 2008; Humanitas Multimedia, Colecția „Audiofiction“, 2009], A Espera (2007) [Așteptarea, Humanitas, „Cartea de pe noptieră", 2010].
Este un remarcabil traducător (dintre autorii traduși de el se numără Saul Bellow).